# Nossa Senhora da Ajuda
Nossa Senhora da Ajuda é uma das diversas invocações de Maria, mãe de Jesus. O culto teve início em Portugal durante a Idade Média, sendo particularmente associado a uma ermida que se localizava na praia do Restelo, nas proximidades de Lisboa, onde havia uma imagem de Nossa Senhora que era objeto da devoção de marinheiros e soldados. De Portugal, a invocação foi trazida ao Brasil colonial pelos jesuítas, que levantaram a primeira igreja de Salvador sob sua invocação em 1549: a Capela da Ajuda.